# کوروش کمالی سروستانی
کوروش کمالی سروستانی سعدی‌شناس، پژوهشگر، زبان‌شناس و نویسنده آثار ادبی، در سال ۱۳۴۱  در سروستان دیده به جهان گشود.

## فعالیت های فرهنگی و ادبی

#### بنیان گذاری موسسات و انجمن های ادبی
- تاسیس مرکز شیراز شناسی
- تاسیس بنیاد فارس شناسی
- تاسیس دانشگاه غیرانتفاعی حافظ در شیراز
- تاسیس موسسه فرهنگی و پژوهشی دانشنامه فارس
- تاسیس انجمن ادب فارس
- تاسیس انجمن جوانان فارس با زیر مجموعه:
  - انجمن پژوهشگران جوان
  - انجمن معماران جوان
  - انجمن هنرمندان جوان
  - انجمن شاعران جوان
  - انجمن داستان نویسان جهان
- تاسیس مرکز سعدی شناسی
- تاسیس انجمن دوستداران میراث فرهنگی فارس

#### بنیان گذاری رویدادهای فرهنگی
- پیشنهاد نامگذاری اول اردیبهشت ماه به نام روز سعدی[۱]
- پیشنهاد نامگذاری بیستم مهر ماه به نام روز حافظ[۲]
- پیشنهاد نامگذاری پانزدهم اردیبهشت به نام روز شیراز [۳]||

#### بنیان گذاری عمرانی، فرهنگی
- تاسیس نگارخانه فارس
- پیشنهادساخت مرکز سعدی شناسی در جوار آرامگاه سعدی
- تاسیس موزه تاریخ فارس در خانه زینت الملک[۴]
- تاسیس و گشایش سینما فرهنگ و موزه فرهنگ فارس در سازمان اسناد و کتابخانه مرکز فارس [۵]
- تاسیس گالری تار و پود
- موسس پردیس سینمایی گلستان و مجموعه فرهنگی هنری و کتاب فروشی شیرازه در مجتمع فرهنگی الف[۶]
- تاسیس مجموعه فرهنگی و پردیس سینمایی هنر شهر آفتاب در شیراز
- اجرای فاز اول طرح آرشیوملی هنرایران در سازمان اسناد و کتابخانه مرکز فارس [۷]

احیا و بازسازی
- تبدیل خانه مخروبه زینت الملک به مجتمع فرهنگی و مرکز بنیاد فارس شناسی [۸]

##### برگزاری کنگره ها و همایش ها
- دبیر علمی و اجرایی و برگزارکننده همایش فارس شناسی برای 4 دوره
- دبیر برگزاری یادروز حافظ برای 2 دوره
- دبیر برگزاری یادروز سعدی از سال 1376 تاکنون [۹]
- دبیر کمیته علمی سمینار فارس و جاذبه های توریستی
- دبیر برگزاری کنگره فلسفه و حکمت فارس
- دبیر برگزاری جشنواره فرهنگی و هنری زنان هنرمند
- دبیر نخستین جشنواره علمی نوروز در تخت جمشید
- دبیر برگزاری سوگواری تعزیه در ایران
- دبیر برگزاری جشنواره عشایر فارس
- دبیر برگزاری جشنواره زنان عشایر فارس
- دبیر برگزاری کنگره شوراها و توسعه فرهنگی و اجتماعی استان فارس
- دبیر کنگره مشارکت های جهانی و گفتگو های تمدن ها با همکاری یونیسف
- هماهنگ کننده و دبیر هفته فرهنگ شیراز در وایمار آلمان
- دبیر برگزاری ماه فرهنگ آلمان در شیراز
- دبیر برگزاری هفته فرهنگ فرانسه در شیراز[۱۰]
- دبیر همایش هفته فرهنگ و فرانسه در شیراز
- دبیر برگزاری روز جهانی موزه در فارس
- دبیر برگزاری نمایشگاه و و نشست روابط دیرینه ایران و اتریش
- دبیر همایش متن شناسی شاهنامه (از شیراز تا طوس)[۱۱]
- دبیر همایش سعدی و یونس امره، سعدی و پوشکین ، سعدی و متنبی ، سعدی و ویکتور هوگو ، سعدی و شیلر، سعدی و سروانتس
- دبیر همایش انجمن جوامع فارسی زبان شیراز
- همایش گرامیداشت روز اسناد ملی و میراث مکتوب

مساعدت، هدایت و برگزاری بیش از 80 نمایشگاه هنری استانی ، ملی و بین المللی و دبیر بیش از 100 کنگره ، سمینار و نشست علمی و فرهنگی منطقه ای

##### بزرگداشت ها
برگزاری بزرگداشت علی تجویدی ،احمد اقتداری ،استاد صابر ،آیت الله سیدعبدالحسین لاری، عبدالحسین زرین کوب، خاندان وصال، شهریار مندنی پور، سیمین دانشور ،محمدابراهیم باستانی پاریزی ،منصور رستگار فسایی، منصور صانع، ابراهیم سلطانی، سیروس پرهام ، مهدی زمانیان ،منصور اوجی،  ، ابوالقاسم فقیری بیژن سمندر،  عباس کشتکاران ،ملاصدرا ، مجدالدین فیروزآبادی محمد بهمن بیگی، یدالله طارمی، صادق همایونی
فعالیت مطبوعاتی
- دبیر صفحه (دُر دَری) روزنامه خبر
- صاحب امتیاز و مدیر مسئول روزنامه پارس
- مدیر مسئول و سردبیر فصلنامه فارس شناخت
- صاحب امتیاز و مدیر مسئول دوفصلنامه سعدی

## سوابق اجرایی
- مدیر مرکز شیراز شناسی(1371)
- عضو ستاد برگزاری کنگره بین المللی خواجوی کرمانی(1371)
- موسس و مدیر موسسه فرهنگی و پژوهشی اندیشه ورزان(1372)
- عضو هیات موسس و دبیر انجمن آثار مفاخر فارس(1373)
- عضو هیات موسس و هیات مدیره و مدیر عامل بنیاد فارس شناسی (1385_1375)
- عضو انجمن میراث فرهنگی شهر شیراز(1378)
- عضو هیات موسس و هیات مدیره مرکز حافظ شناسی(1378)
- عضو هیات موسس و مدیرعامل و رییس هیات مدیره مرکز سعدی شناسی(1378 تاکنون)
- عضو هیات موسس انحمن دوستداران محیط زیست فارس (1379)
- عضو هیات موسس انجمن دفاع از حقوق کودکان فارس(1380)
- عضو ستاد برگزاری روز شیراز(1381)
- دبیر شورای توسعه فرهنگی استان فارس(1380_1384)
- دبیر و نماینده انجمن جوامع فارسی زبان در شیراز(1382 تاکنون)
- هیات موسس و ریاست موسسه آموزش عالی غیرانتفاعی حافظ(1384 تاکنون)
- عضو هیات اجرایی کمیته ملی موزه های ایران( ایکوم ایران)(1391_1397)[۱۸]
- عضو حقیقی انجمن کتابخانه های عمومی استان فارس (1395_1399)
- مدیر سازمان اسناد و کتابخانه ملی ایران، مرکز فارس (1392_1400)[۱۹]

## تالیفات

#### کتاب ها
1. طرح تدوین دانشنامه فارس
2. عکس فارس
3. نگاهی به تحولات فارس در آستانه استبداد صغیر
4. سرزمین مهر وماه
5. عاشقانه های سعدی
6. طرح تدوین دانسنامه خلیج فارس
7. مجالس شاهنامه
8. الف. لام .میم
9. باغ های تاریخی شیراز
10. مساجد تاریخی شیراز
11. دانشنامه آثار تاریخی فارس
12. یکی قطره باران
13. سعدی شیرین سخن: برگزیده کلیات سعدی
14. داستان شیراز
15. کلیات نفیس سعدی شیرازی
16. شرح قصاید سعدی سعدی شیرازی راهنمای کتابخانه ها و مراکز اطلاع رسانی استان فارس
17. سعدی شناسی دفتر اول تا دفتر هجدهم
18. دو فصلنامه سعدی شناسی از شماره اول تا شماره یازدهم
19. حافظ شناسی دفتر اول و دوم
20. فارس شناخت دفتر اول تا چهارم